# تیوسیانوژن
تیوسیانوژن (به انگلیسی: Thiocyanogen) با فرمول شیمیایی C2N2S2 یک ترکیب شیمیایی با شناسه پاب‌کم ۶۸۱۶۰ است؛ که جرم مولی آن ۱۱۶٫۱۶ g/mol می‌باشد.